# Клей Тауншип (округ Батлер, Пенсільванія)
Клей Тауншип (англ. Clay Township) — селище (англ. township) в США, в окрузі Батлер штату Пенсільванія. Населення — 2551 особа (2020).

## Демографія
Згідно з переписом 2010 року, у селищі мешкали 2703 особи в 1056 домогосподарствах у складі 787 родин. Було 1151 помешкання
Расовий склад населення:
| - 98,9 % — білих - 0,4 % — корінних американців - 0,2 % — азіатів |

До двох чи більше рас належало 0,4 %. Частка іспаномовних становила 0,7 % від усіх жителів.
За віковим діапазоном населення розподілялося таким чином: 22,6 % — особи молодші 18 років, 64,7 % — особи у віці 18—64 років, 12,7 % — особи у віці 65 років та старші. Медіана віку мешканця становила 42,7 року. На 100 осіб жіночої статі у селищі припадало 106,5 чоловіків;  на 100 жінок у віці від 18 років та старших — 101,6 чоловіків також старших 18 років.
Середній дохід на одне домашнє господарство  становив 65 355 доларів США (медіана — 56 823), а середній дохід на одну сім'ю — 71 605 доларів (медіана — 65 938). Медіана доходів становила 45 069 доларів для чоловіків та 32 011 долар для жінок. За межею бідності перебувало 14,9 % осіб, у тому числі 30,8 % дітей у віці до 18 років та 8,4 % осіб у віці 65 років та старших.
Цивільне працевлаштоване населення становило 1410 осіб. Основні галузі зайнятості: освіта, охорона здоров'я та соціальна допомога — 19,2 %, науковці, спеціалісти, менеджери — 12,1 %, будівництво — 12,0 %.